# 开心星球
《开心星球》是由韩国Nexon旗下子公司NexonNova开发的一款社区网络游戏，中国大陆地区则由世纪天成代理发行。
游戏共有七大主题星球，游戏中的玩家可以建设自己的星球，并与其他在线玩家进行交流和互动。

## 游戏特色
成长：

玩家可以通过活动累积能量值。达到一定的能量值后星球可以成长。
- 利用装饰道具，装扮自己的星球。
- 在自己的星球上养殖牲畜、生产粮食。
- 访问好友的星球，与好友进行互动，在好友的星球上帮助好友进行养殖和生产。

劳动：

玩家可以与朋友们一起参加劳动，包括有钓鱼、采摘、调查和摇树等。
兑换：

收集指定道具可以在NPC处兑换各式各样的特殊礼物
生产和养殖：

通过兑换道具可以获得树苗和农田。在星球上种植树苗和农田，并用能量水壶浇灌后可以茁壮成长，收获得到果实和农作物。

## 游戏运营

### 韩国
- 2009年11月 首次内测，并在G-Star 2009上进行展示[6]
- 2010年4月30日 开始公测
- 2011年3月23日 Nexon官方宣布将于4月28日正式停止运营[7]
- 2011年4月28日 关闭服务器，停止运营

### 中国大陆
- 2010年4月26日 世纪天成宣布将正式代理[8]
- 2010年8月24日 首次内测[9]
- 2011年2月22日 开始公测
- 2011年7月26日 世纪天成官方宣布将于9月30日停止运营
- 2011年9月30日 关闭服务器，停止运营